# حمید امجد
حمید امجد (زادهٔ ۷ آذر ۱۳۴۷ در تهران) نویسنده، کارگردان تئاتر و سینما، داستان‌نویس، مدرّس، مترجم و پژوهشگرِ ایرانی است.

## زندگی

### کودکی و تحصیلات
حمید امجد در ۷ آذرِ ۱۳۴۷ در تهران زاده شد. او آخرین فرزند یک خانوادهٔ شش فرزندی و بزرگ‌شدهٔ محلهٔ نارمک (در شرق تهران) است. امجد دانش‌آموختهٔ رشتهٔ سینما در مقطع کارشناسی از دانشگاه صدا و سیما (ورودی ۱۳۶۶)، پژوهش هنر در مقطع کارشناسی ارشد (ورودی ۱۳۷۲) و دکتری از دانشکدهٔ هنرهای زیبای دانشگاه تهران (ورودی ۱۳۷۶) است.

### فعالیت مطبوعاتی و انتشاراتی
نخستین نوشته‌های منتشرشده حمید امجد از تابستان ۱۳۶۴ در قالب نقد فیلم و در همکاری با «ماهنامهٔ فیلم» عرضه شدند. از آن پس، او دوره‌های همکاری کوتاه و بلندی با نشریات فرهنگی و هنری، مانند «گزارش فیلم» (دورهٔ اول)، «دنیای تصویر»، «نقد سینما»، «صنعت سینما» و… داشته ‌است. همچنین از ۱۳۷۶ تا ۱۳۸۰ سردبیر «فصلنامهٔ صحنه» (تخصصی تئاتر) بود و همزمان دبیر بخش تئاتر «دنیای تصویر».
در سال ۱۳۷۶ انتشارات نیلا با گرایش تخصصی ادبیات و هنر و به مدیریت و صاحب‌امتیازی ژیلا اسماعیلیان همسر امجد تأسیس شد. از همان زمان تا امروز امجد در مقام سرویراستار با این انتشارات همکاری دارد.

### تدریس
حمید امجد از سال ۱۳۷۳ در دانشگاه‌ها و مراکز آموزشی مختلفی همچون دانشگاه تهران، دانشگاه هنر، دانشگاه آزاد اسلامی، دانشگاه سوره، مؤسسه فرهنگی و هنری کارنامه، به تدریس در زمینه تئاتر و سینما پرداخته است.

## آثار

#### نوشته
- وقتِ خوش - نشر نیلا - ۱۴۰۱ (نمایشنامه)
- زیر نگاه کلاغ‌ها - نشر نیلا - ۱۴۰۰ (رمان)
- شب‌های ترمه و بادام - نشر بیشه (کالیفرنیا) - ۱۳۹۹، و نشر نیلا - ۱۴۰۰ (نمایشنامه)
- صدای مردگان - نیلا - ۱۳۹۸ و ۱۴۰۳ (رمان)
- کوچه درختی - نیلا - ۱۳۹۷ و ۱۳۹۷ و ۱۴۰۰ و ۱۴۰۱ (رمان)
- اسب دیوانه شب - نیلا - ۱۳۹۶ (فیلمنامه)
- سه خواهر و دیگران - نیلا - ۱۳۹۴ و ۱۳۹۵ (نمایشنامه)
- عکس‌های دسته‌جمعی ـ نیلا ـ ۱۳۹۳ و ۱۳۹۹ (مجموعه داستان)[۶]
- فراموشی ـ نیلا ـ ۱۳۹۲ و ۱۳۹۶ (نمایشنامه)[۷]
- آزمایشگاه ـ نیلا ـ ۱۳۹۱ (فیلمنامه)
- پاتوغ اسماعیل آقا ـ نیلا ـ ۱۳۸۷ و ۱۳۹۰ و ۱۳۹۵ (نمایشنامه)[۸]
- نگین (دو نمایشنامه «نگین» و «سرنخ»)ـ نیلا ـ ۱۳۸۴ و ۱۳۹۴
- زندگی خصوصی ـ نیلا ـ ۱۳۸۴ و ۱۴۰۲ (فیلمنامه)
- بی‌شیر و شکر ـ نیلا ـ ۱۳۸۳، ۱۳۸۵، ۱۳۸۹، ۱۳۹۳، ۱۳۹۴ و ۱۴۰۲  (نمایشنامه)
- زائر ـ نیلا ـ ۱۳۸۲ و ۱۳۹۰ و ۱۴۰۳ (نمایشنامه)
- گردش تابستانی (دو نمایشنامه «گردش تابستانی» و «هوای پاک»)ـ نیلا ـ ۱۳۸۰ و ۱۳۹۰
- مهر و آینه‌ها ـ نیلا ـ ۱۳۸۰ و ۱۴۰۰ و ۱۴۰۲ و ۱۴۰۴ (نمایشنامه)
- شب سیزدهم ـ نیلا ـ ۱۳۸۰ و ۱۳۸۷ و ۱۳۹۱ و ۱۳۹۵ (نمایشنامه)
- پستو خانه ـ نیلا ـ ۱۳۷۸ و ۱۳۸۱ و ۱۳۹۳ (نمایشنامه)
- تیاتر قرن سیزدهم ـ نیلا ـ ۱۳۷۸، ۱۳۸۱، ۱۳۸۵ (پژوهش)
- میان اشباح ـ پیراسته ـ ۱۳۷۶ (فیلمنامه)
- نیلوفر آبی ـ روشنگران ۱۳۷۵ و نیلا ۱۳۸۱، ۱۳۸۹ و ۱۴۰۳ (نمایشنامه)
- بادبان‌ها و سه نمایش‌نامهٔ دیگر (چهار نمایشنامه «خرس»، «محبس»، «زارون» و «بادبان‌ها») ـ روشنگران ـ ۱۳۷۴
- خیانت شده‌ها (مجموعه داستان) ـ نجوا ـ ۱۳۷۰
- قضیهٔ تراخیس ـ نشر زلال ـ ۱۳۶۹ و  نیلا ۱۳۸۲ (نمایشنامه)
- تراژدی آقای قانع ـ نشر زلال ـ ۱۳۶۸ (نمایشنامه)

#### ترجمه
- امواج سنگی ـ یون فوسه ـ نیلا ـ ۱۴۰۳ (داستان؛ همراه با «میانِ لحظه و ابدیت»، پیوندانی تحلیلی از حمید امجد درباره‌ی آثار فوسه)
- غرب دلگیر ـ مارتین مک‌دونا ـ نیلا ـ ۱۳۹۷ و ١٣٩٩ و ۱۴۰۳ (نمایشنامه)
- هر بیست دقیقه ـ تنسی ویلیامز ـ نیلا ـ ۱۳۹۷ و ۱۳۹۹ و ۱۴۰۳ (دو نمایشنامه کوتاه)
- تو مادر منی ـ یوپ آدمیرال ـ نیلا ـ ۱۳۹۶ (نمایشنامه)
- مدرسه‌ ـ دیوید مامت ـ نیلا ـ ۱۳۹۵، ۱۳۹۶ و ۱۳۹۹ و ۱۴۰۴ (نمایشنامه)
- مدرسهٔ شبانه ـ هارولد پینتر ـ نیلا ـ ۱۳۹۳ و ۱۳۹۵ (نمایشنامه)
- وقتی دختر کوچکی بودم و مادرم مرا نمی‌خواست ـ جویس کرول اوتس ـ نیلا ـ ۱۳۸۸، ۱۳۹۳ و ۱۳۹۶ (نمایشنامه)
- دانوب ـ ماریا ایرنه فورنس ـ نیلا ـ ۱۳۸۷ و ۱۳۹۲ (نمایشنامه)
- حرف، حرف، حرف ـ دیوید آیوز ـ نیلا ـ ۱۳۸۷، ۱۳۸۹، ۱۳۹۲ و ۱۳۹۴ (نمایشنامه)
- دکّهٔ بین راه ـ سام شپارد ـ نیلا ـ ۱۳۸۳، ۱۳۸۵، ۱۳۸۹، ۱۳۹۴، ۱۳۹۷، ۱۴۰۴ (داستان / نمایشنامه)

#### پژوهش و تصحیح
- تیاتر قرن سیزدهم ـ نیلا ـ ۱۳۷۸، ۱۳۸۱، ۱۳۸۵ (پژوهش)
- حکام قدیم، حکام جدید ـ ۱۳۷۹ - نیلا (گردآوری و و ویرایش سه تیاتر از مویدالممالک فکری ارشاد)

### نمایش‌ها
- سه خواهر و دیگران ـ ۱۳۹۵ (نویسنده و کارگردان)[۹][۱۰]
- روخوانی مردی که زنش را گم کرد ـ ۲۹ آبان ۱۳۹۴، پردیس چهارسو[۱۱]
- نمایشنامه خوانی «سه خواهر و دیگران» ـ ۲۵ مرداد ۱۳۹۳، برج میلاد[۱۲]
- نمایشنامه خوانی «فراموشی» ـ ۲۹ دی ۱۳۹۱، تالار شمس[۱۳]
- بی‌شیر و شکر ـ ۱۳۸۲ و ۱۳۸۳ (نویسنده و کارگردان)
- زائر ـ ۱۳۸۲ (نویسنده و کارگردان)
- مهر و آینه‌ها ـ ۱۳۸۰ (نویسنده و کارگردان)
- شب سیزدهم ـ ۱۳۷۹ (نویسنده و کارگردان)
- پستو خانه ـ ۱۳۷۸ (نویسنده و کارگردان)
- نیلوفر آبی ـ ۱۳۷۷ (نویسنده و کارگردان)
- زارون ـ ۱۳۷۳ و ۱۳۷۶ (نویسنده و کارگردان)
- بازپرس وارد می‌شود (نمایش تلویزیونی در سه قسمت؛ نوشته جی.بی. پریستلی) ـ ۱۳۷۱ (بازیگر)
- قضیهٔ تراخیس ـ ۱۳۶۸ (نویسنده و کارگردان)
- تراژدی آقای قانع ـ ۱۳۶۸ (نویسنده و بازیگر)

### فیلم‌شناسی
- محمّد رسول‌الله ـ ۱۳۹۳-۱۳۸۶ (همکار بازنویسی فیلمنامه)
- آزمایشگاه ـ ۱۳۹۰ (نویسنده و کارگردان)[۱۴]
- مهر و آینه‌ها ـ ۱۳۹۰ (نویسنده فیلمنامه اولیه؛ فیلم با نام اینجا شهری دیگر است ساخته شد)
- گاهی به آسمان نگاه کن ـ ساخته کمال تبریزی ـ ۱۳۸۱ (همکار بازنویسی فیلمنامه + بازیگر)
- مسافران ـ ساخته بهرام بیضایی ـ ۱۳۷۰ (بازیگر)

#### سریال‌های تلویزیونی
- توی گوش سالمم زمزمه کن ـ به‌کارگردانی محمد رحمانیان ـ ۱۳۸۶ (نویسنده برخی قسمت‌ها)
- گپ ـ با همکاری محمد رحمانیان ـ ۱۳۷۷ (نویسنده و کارگردان)
- خانوادهٔ رضایت ـ ۱۳۷۶ (نویسنده، کارگردان، بازیگر)
- بازپرس وارد می‌شود ـ ۱۳۷۱ [تله‌تئاتر سه قسمتی، از نمایشنامه جی بی پریستلی، به‌کارگردانی رضا بابک] (بازیگر)

### برنامه‌های رادیویی
- برنامه شامگاهی سه‌شنبه‌های رادیو پیام ـ از نوروز ۱۳۷۸ تا پاییز ۱۳۸۲

## جایزه‌ها
- جایزه‌های بهترین نمایشنامه، بهترین کارگردانی و بهترین نمایش به مفهوم مطلق برای «نیلوفر آبی» در هفدهمین جشنواره تئاتر فجر ۱۳۷۷
- جایزه بهترین نمایشنامه به انتخاب کانون ملی منتقدان برای «نیلوفر آبی»، ۱۳۷۷
- جایزه الگوسازی نمایشی برای «پستو خانه» در جشنواره نمایش‌های آیینی و سنتی ۱۳۷۸
- جایزه پژوهش برگزیده سال برای «تئاتر قرن سیزدهم»، روز جهانی تئاتر ۱۳۷۹
- جایزه بهترین نمایشنامه برای «زائر» در دوازدهمین جشنواره نمایش‌های آیینی و سنتی ۱۳۸۲
- جایزه ویژه مجموعه دستاوردهای فرهنگی از «مرکز بین‌المللی گفتگوی تمدن‌ها» ۱۳۸۲
- جایزه سوم نمایشنامه‌نویسی برای «بی شیر و شکر» در بیست و دومین جشنواره تئاتر فجر ۱۳۸۲
- برگزیده منتقدان مطبوعات برای «بی شیر و شکر» به عنوان بهترین نمایش سال ۱۳۸۳
- «جایزه روزی روزگاری» به خاطر بهترین نمایشنامه برای «پاتوغ اسماعیل آقا» ۱۳۸۸
- جایزه چهارمین دوره ادبیات نمایشی (کانون نمایشنامه‌نویسان ایران) به خاطر بهترین نمایشنامه برای «پاتوغ اسماعیل آقا» ۱۳۸۹
- برگزاری نکوداشت و اهدای مدال نوشین توسط انجمن منتقدان و نویسندگان تئاتر ایران، مهر  ۱۳۹۳ [۱۵][۱۶]
- برگزاری بزرگداشت توسط خانه کتاب و سرای اهل قلم به پاس سال‌ها تلاش در تولید کتاب، آبان ۱۳۹۴[۱۷]
- جایزه بهترین نمایشنامه اقتباسی به انتخاب داوران بنیاد محمود استادمحمد برای «سه خواهر و دیگران» ۱۳۹۵
- جایزه بهترین مقاله پژوهشی به انتخاب انجمن نویسندگان، منتقدان و پژوهشگران تئاتر ایران برای «خوانش نعلبندیان در متن زمانه‌اش» ۱۳۹۹
- جایزه دهمین دوره ادبیات نمایشی (کانون نمایشنامه‌نویسان ایران) به خاطر بهترین نمایشنامه برای «وقتِ خوش» ۱۴۰۲[۱۸]
- برگزیده داوران چهل‌ویکمین دوره جایزه کتاب سال به خاطر بهترین نمایشنامه برای «وقتِ خوش» ۱۴۰۲[۱۹]
- جایزه دومین جشن تئاتر و موسیقی علی معلم (تندیس حافظ) به خاطر بهترین نمایشنامه برای «وقتِ خوش» ۱۴۰۲[۲۰]